# Балаклея
Балакле́я (укр. Балаклі́я) — город в Изюмском районе Харьковской области Украины, административный центр Балаклейской городской общины. С марта 1923 по июль 2020 года как Балаклейский городской совет являлся административным центром упразднённого Балаклейского района, самого большого в Харьковской области.
С марта по сентябрь 2022 года город был оккупирован российскими войсками в ходе вторжения России на Украину.

## Происхождение названия
Название своё город получил от реки Балаклейки (гидронимическая версия астионима), что в переводе с тюркского значит — «рыбная река».

## Географическое расположение
Город Балаклея находится в 84 км от Харькова на левом берегу реки Северский Донец в месте слияния рек Крайняя Балаклейка, Средняя Балаклейка и Волосская Балаклейка в реку Балаклейка и впадения её в реку Северский Донец. К городу примыкают лесные массивы (смешанные леса).

## Население
- 1732 год — 1186 человек[7].
- 1906 год — 5197 человек[8].
- 1938 год — 27 000 человек.
- 1968 год — 30 200 человек[9].
- 1989 год — по данным Всесоюзной переписи населения 1989 года — 35 737 человек[10].
- 2001 год — 32 117 человек[11].

По состоянию на 1 января 2014 года численность населения составляла 29 395 человек, на 1 января 2015 года — 29 307, на 1 января 2019 года — 27 637 человек.
По данным переписи 2001 года украинцы составляли 80,44 % населения города, русские — 18,03 %.

### Языковой состав
Родной язык населения по данным переписи 2001 года:
| Язык       | Численность, чел. | Доля     |
| ---------- | ----------------- | -------- |
| Украинский | 22 748            | 70,83 %  |
| Русский    | 9 224             | 28,72 %  |
| Другое     | 145               | 0,45 %   |
| Итого      | 32 117            | 100,00 % |

Вторжение России на Украину спровоцировало новую волну украинизации в городе, всё больше людей предпочитают говорить на украинском языке .
После захвата города Россией оккупационные власти принимали меры для его русификации: до освобождения Балаклеи украинской армией в библиотеках проводилось изъятие украиноязычной литературы и учебников. Шла активная подготовка к организации в Балаклее учебного процесса по российской программе и на русском языке, в ходе которой местных учителей допрашивали и, угрожая, принуждали к сотрудничеству.

## История
Территория, на которой расположена Балаклея, была заселена ещё во времена неолита (4—6 тысяч лет до н. э.). Археологами найдены остатки трёх поселений эпохи неолита.
В первой половине XVI века на южных границах Московского государства сооружаются сторожевые посты, оборонные засечные линии для защиты от крымских татар. В 1571 году впервые в исторических источниках упоминается о Балаклее как о третьем русском сторожевом посте против татар в устье Балаклейки; в 1617 году появляется первое письменное упоминание о Балаклейских землях в «Писцовой книге по городу Белгороду».
История современного поселения начинается в 1663 году, когда атаман Яков Черниговец заселил бывшее татарское поселение Балаклея и превратил его в укреплённую слободу, а также построил крепости на татарских бродах Северского Донца — Андреевы Лозы, Бышкин, Савинцы и др. В 1670 году был создан Балаклейский слободской казачий полк, но в 1677 году он вошёл в состав Харьковского полка.
Указом об учреждении губерний и о росписании к ним городов от 18 декабря 1708 года приписан к Азовской губернии. Подтверждено полным перечнем городов Азовской губернии по росписи от 3 февраля 1709 года.
В 1765 году Балаклея стала центром Балаклейского комиссариата Изюмской провинции Харьковского наместничества; с 1817 до 1891 года поселение называлось Ново-Серпуховом (либо Новосерпуховским) — по имени дислоцированного здесь Серпуховского уланского полка, что прибыл из района Калуги — Серпухова.
К началу XX века Балаклея являлась слободой Змиевского уезда Харьковской губернии, которая находилась на дороге из Змиева в Изюм; здесь действовали почта, телеграф, школа, две приходские церкви и торговые лавки.
В дальнейшем, через Балаклею была проложена линия железной дороги, в 1911 году была построена железнодорожная станция.
В 1916 году в Балаклее установлены первые телефоны, коммутатор на 30 номеров принадлежал земству. В 1917 году в Балаклее был сформирован комитет, который признал власть Центральной Рады. В декабре 1917 года в Балаклее провозглашена Советская власть, в 1918 году начал работу арсенал.
В 1923 году Балаклея стала районным центром. В 1926—1940 годах в Балаклее начали действовать промкомбинат, птицекомбинат, маслозавод, артели, мастерские, завершена электрификация. В июле 1931 года началось издание районной газеты, в 1934 году был построен хлебозавод. В 1940 году открылся первый районный Дом культуры.
В 1938 году Балаклее был присвоен статус города; население составляло 27 000 человек, в городе было 2500 жилых домов.
Во время Великой Отечественной войны 10 декабря 1941 года райцентр заняли части 44-й немецкой пехотной дивизии. Из местных жителей был создан и начал действовать Балаклейский партизанский отряд. При приближении линии фронта к Балаклее партизанский отряд совместно с советскими войсками атаковал райцентр и в течение двух суток удерживал участок обороны в районе балаклейской водонапорной станции. Освобождена Балаклея 5 февраля 1943 года 6-й армией (командующий генерал Ф. Харитонов) Юго-Западного фронта под командованием Николая Ватутина. 500 жителей Балаклеи получили государственные награды за борьбу с немецкими оккупантами.
По состоянию на начало 1950 года здесь действовали несколько предприятий местного значения (мукомольной, маслобойной и других отраслей промышленности), 2 средних школы, Дом культуры и другие культурно-просветительские учреждения.
В 1959—1963 годы был построен и введён в эксплуатацию Балаклейский цементный завод (с 1972 года — Балаклейский цементно-шиферный комбинат).
В 1966 году население составляло 30 200 человек; в городе было 5365 жилых домов. По состоянию на начало 1970 года здесь действовали колхоз «Искра» по разведению крупного рогатого скота; завод асбестоцементных изделий, цементный завод, завод железобетонных конструкций, трест «Промстрой-3», Управление механизации работ, Дорожно-строительное управление и молочный завод. В 1978 году здесь действовали цементно-шиферный комбинат, завод железобетонных изделий, завод строительных материалов, молочный завод, комбинат бытового обслуживания, машиностроительный техникум (с 1960), филиал УЗПИ (с 1963), семь общеобразовательных школ, музыкальная школа, 6 детсадов, детский комбинат, 5 лечебных учреждений, два дома культуры, 4 клуба, 7 библиотек, Дворец спорта. В ноябре 1997 года Кабинет министров Украины утвердил решение о приватизации Балаклейского хлебоприемного предприятия.

### Пожар на складе боеприпасов (2017)
В ночь на 23 марта 2017 года на площадке хранения артиллерийских снарядов 65-го арсенала начался пожар с детонацией хранившихся боеприпасов, который продолжался несколько дней. В результате, были повреждены свыше 260 зданий города. 3 мая 2018 ситуация повторилась. Но в этот раз пожар быстро локализировали. 15 ноября 2019 года на Балаклейском арсенале прогремело около 20 взрывов, также есть погибшие.

### Российское вторжение (с 2022)

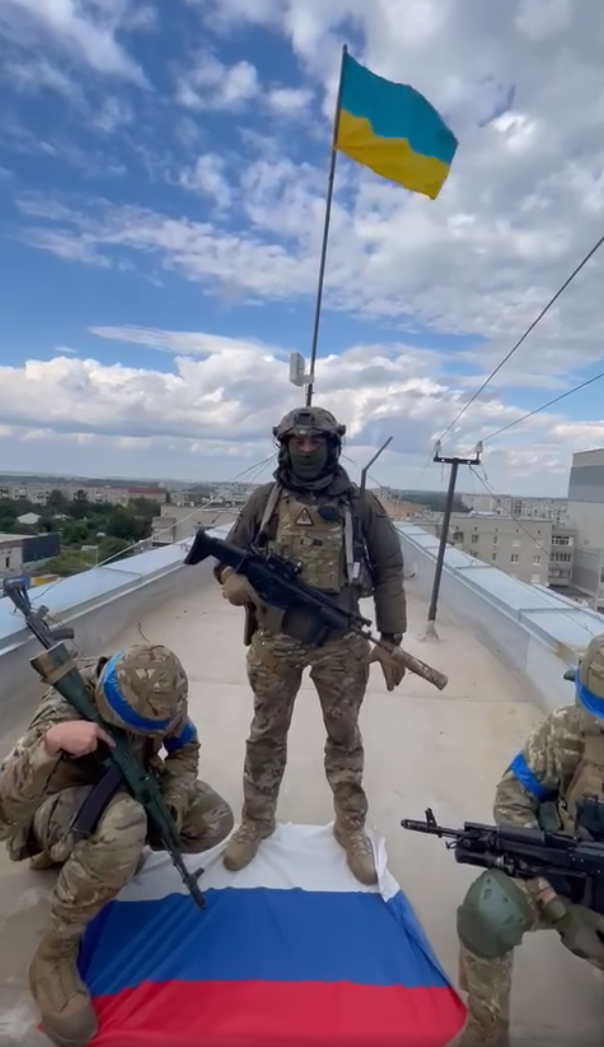
Украинское подразделение «Kraken» в освобождённом городе. 8 сентября 2022 года

3 марта 2022 года город был оккупирован российскими войсками. После этого мэр города Иван Столбовой пошёл на сотрудничество с оккупационными властями, а над администрацией города был установлен флаг России. Во время оккупации Балаклеи в местах заключения местных жителей присутствовали сотрудники ФСБ, допрашивавшие заключённых. Расследование украинских журналистов установило личности некоторых из действовавших в Балаклее сотрудников ФСБ.
6 сентября 2022 года украинские войска начали контрнаступление в районе Балаклеи. Российская оборона была прорвана на нескольких направлениях — с юга, севера и запада, охватив город полукольцом и взяв под огневой контроль пути отхода на восток. По оценкам наблюдателей, наибольшую опасность для российских частей представляет удар севернее Балаклеи, на Волохов Яр, через который проходит автотрасса М-03 на Изюм, и далее на железнодорожную станцию Купянск, через которую идет снабжение российской группировки в районе Изюма.
В ходе контрнаступления 6 сентября было освобождено село Вербовка к северо-западу от города. 8 сентября украинские войска вернули контроль над Балаклеей.

## Транспорт
Через город проходят автомобильные дороги Т-2105, Т-2110 и железная дорога, линия Москва — Донбасс, станция Балаклея.

## Климат
Климат — умеренно континентальный. Среднегодовые температуры: летняя +23,9 °C, зимняя — 5,5 °C. Среднегодовое количество осадков — 468 мм.

## Промышленность
- Балаклейский цементный завод
- Балаклейский шиферный комбинат[38]
- Балаклейский молочный завод
- Балаклейский элеватор[39]
- Балаклейский хлебозавод[40]
- Балаклейский ремонтный завод
- 65-й арсенал

## Спорт
В Балаклее действуют дворец спорта, стадион «Вымпел» и футбольный клуб «Цементник». За свою историю команда дважды выигрывала Чемпионат Харьковской области по футболу Высшей лиги в сезонах 1984 и 1985 годов. В сезоне 2016 года «Цементник» занял 5 место в Первой лиге группа А Чемпионата Харьковской области по футболу.

## Знаменитые уроженцы
- Петрусенко, Оксана Андреевна (1900—1940) — советская оперная певица, уроженка Балаклеи[21].

## Галерея

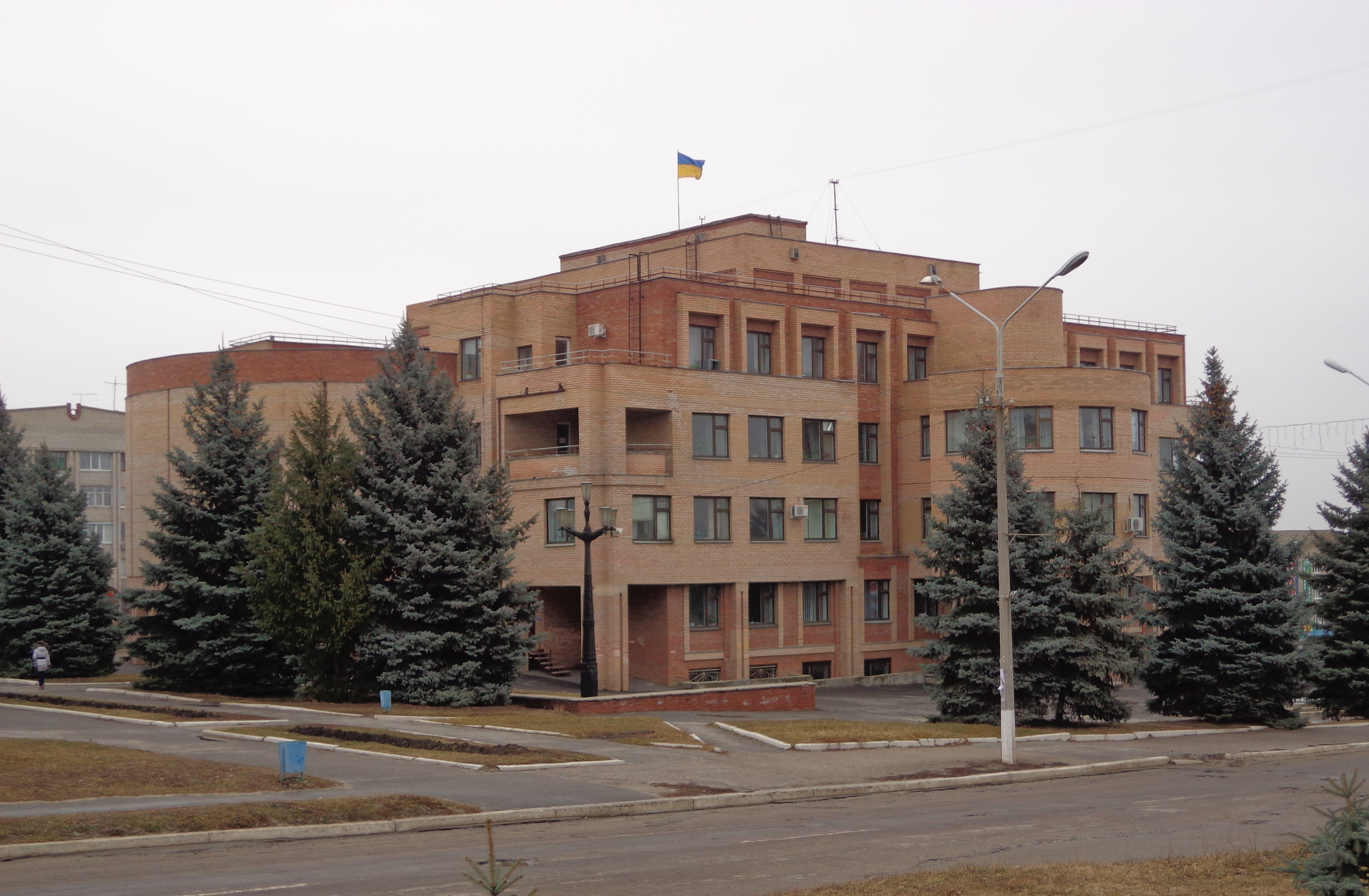
Райгосадминистрация
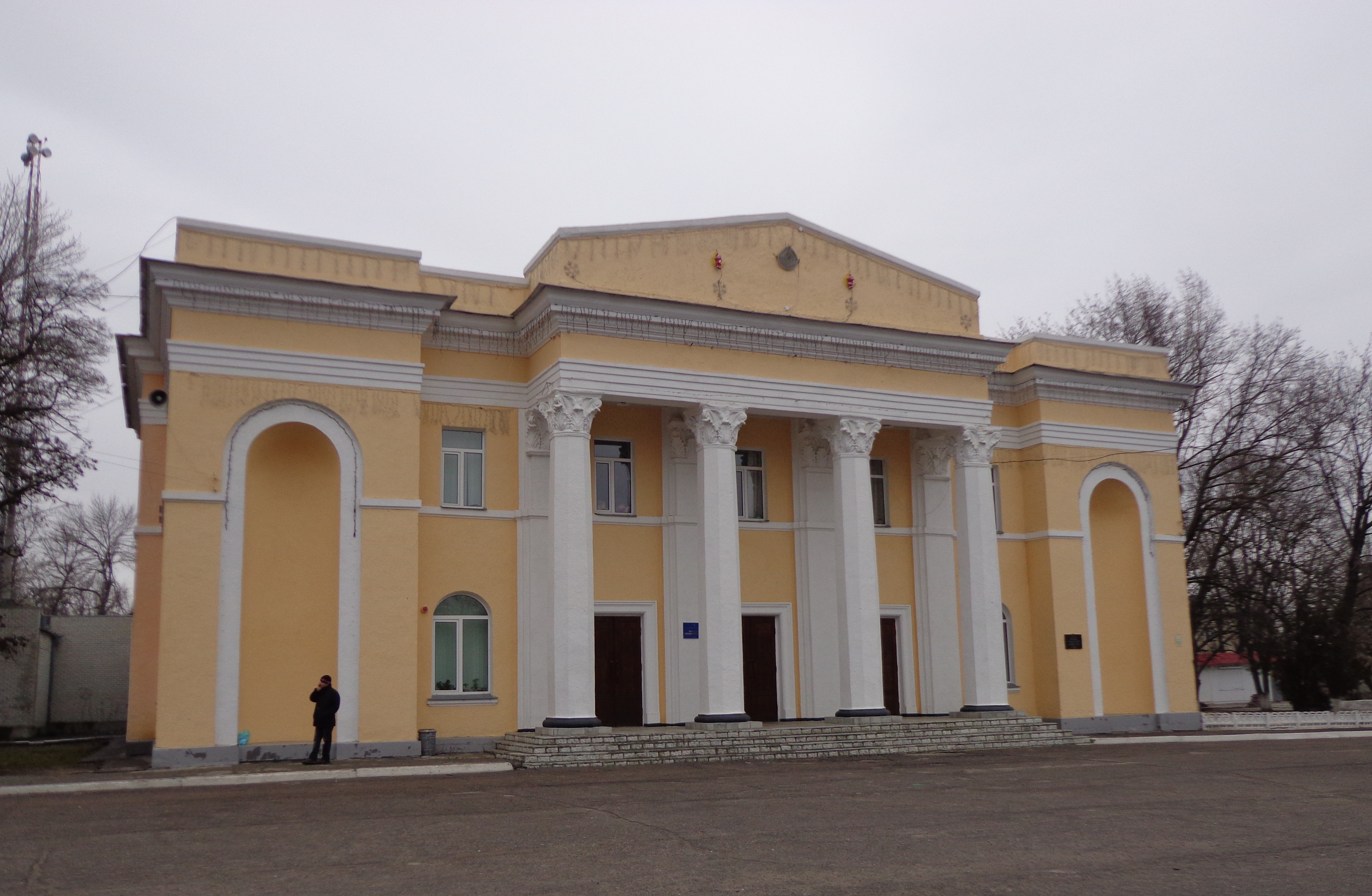
Дворец культуры
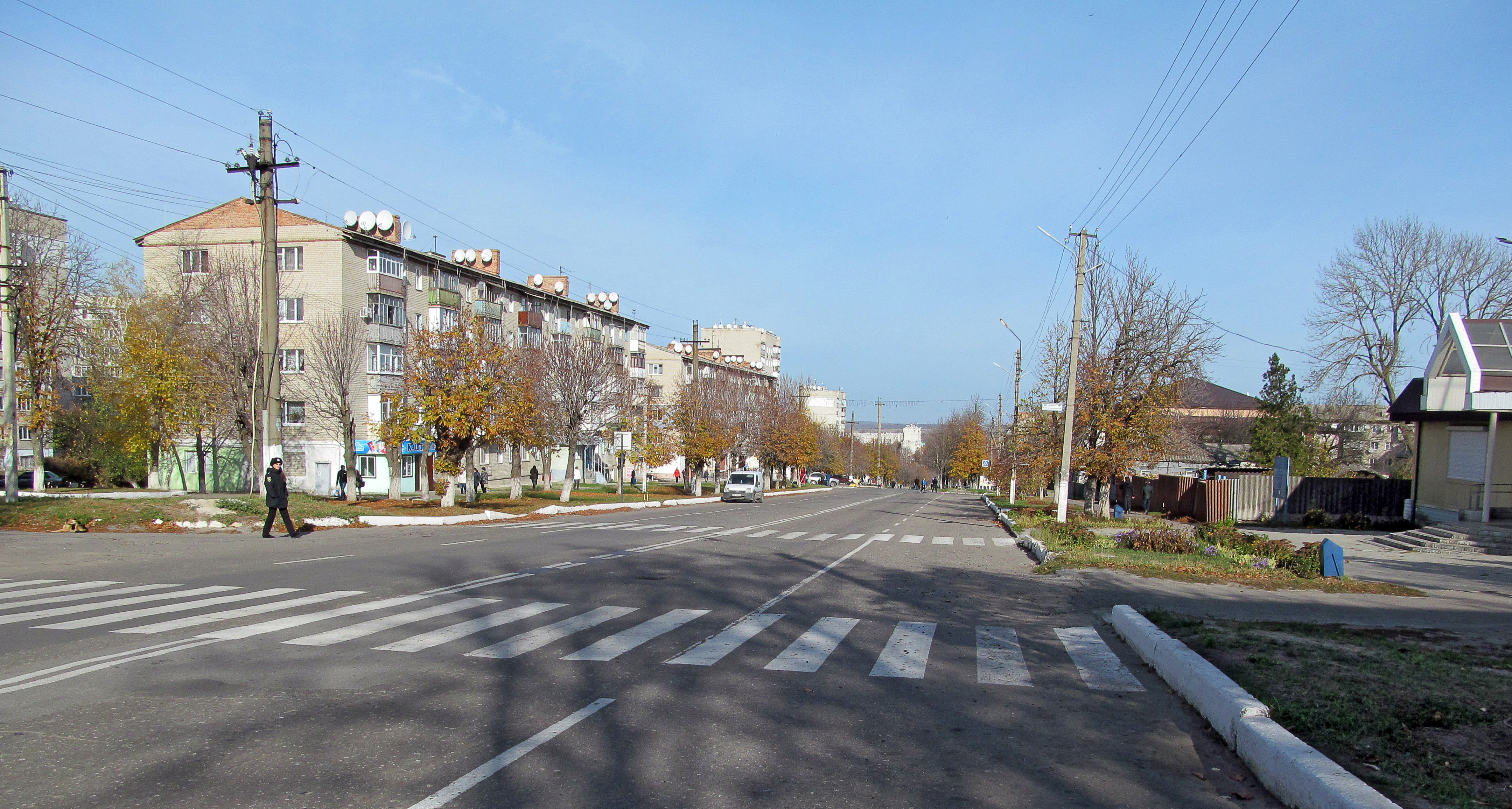
Улица Соборная
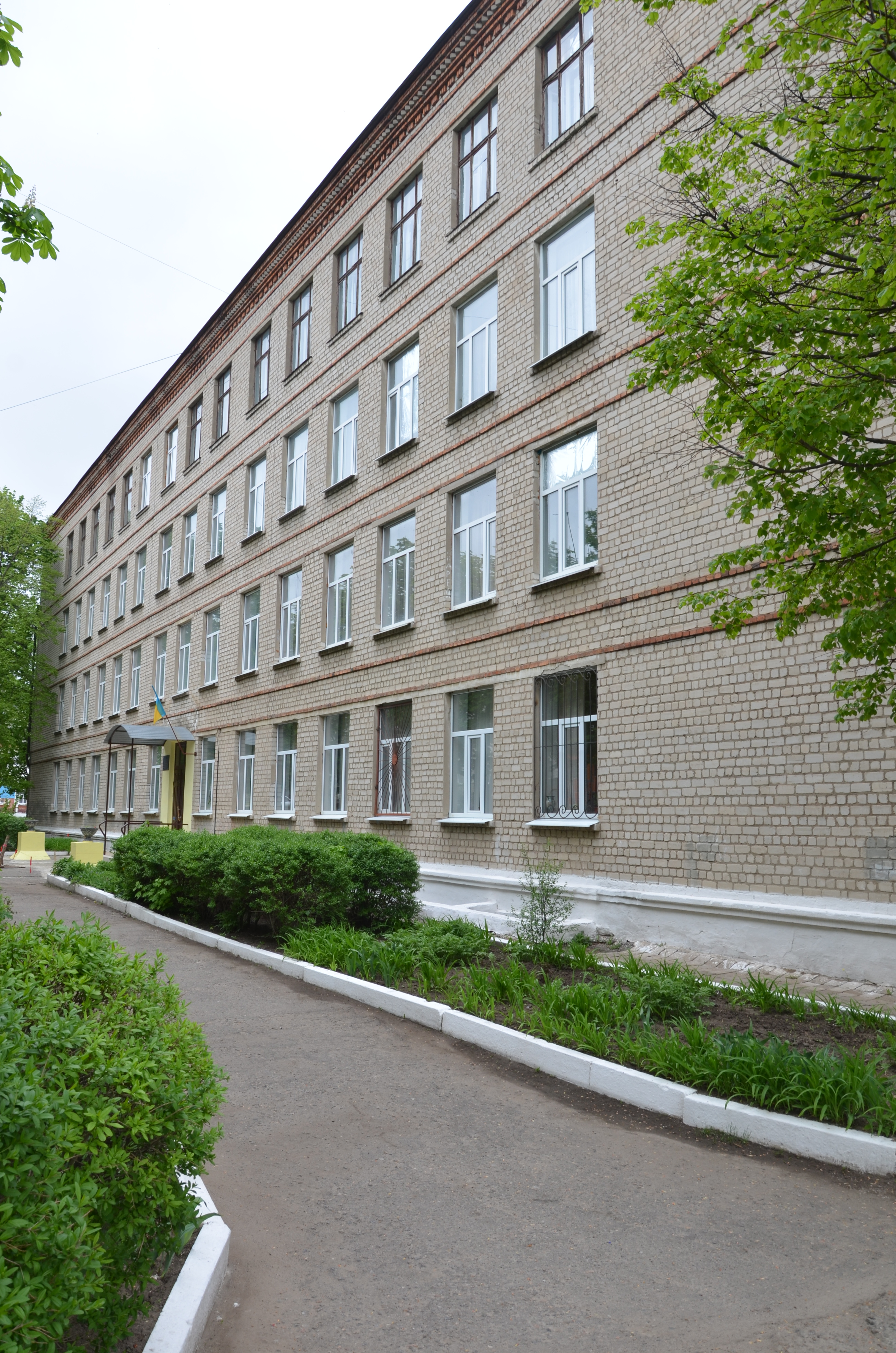
Балаклейский лицей № 2
Памятник Т. Г. Шевченко
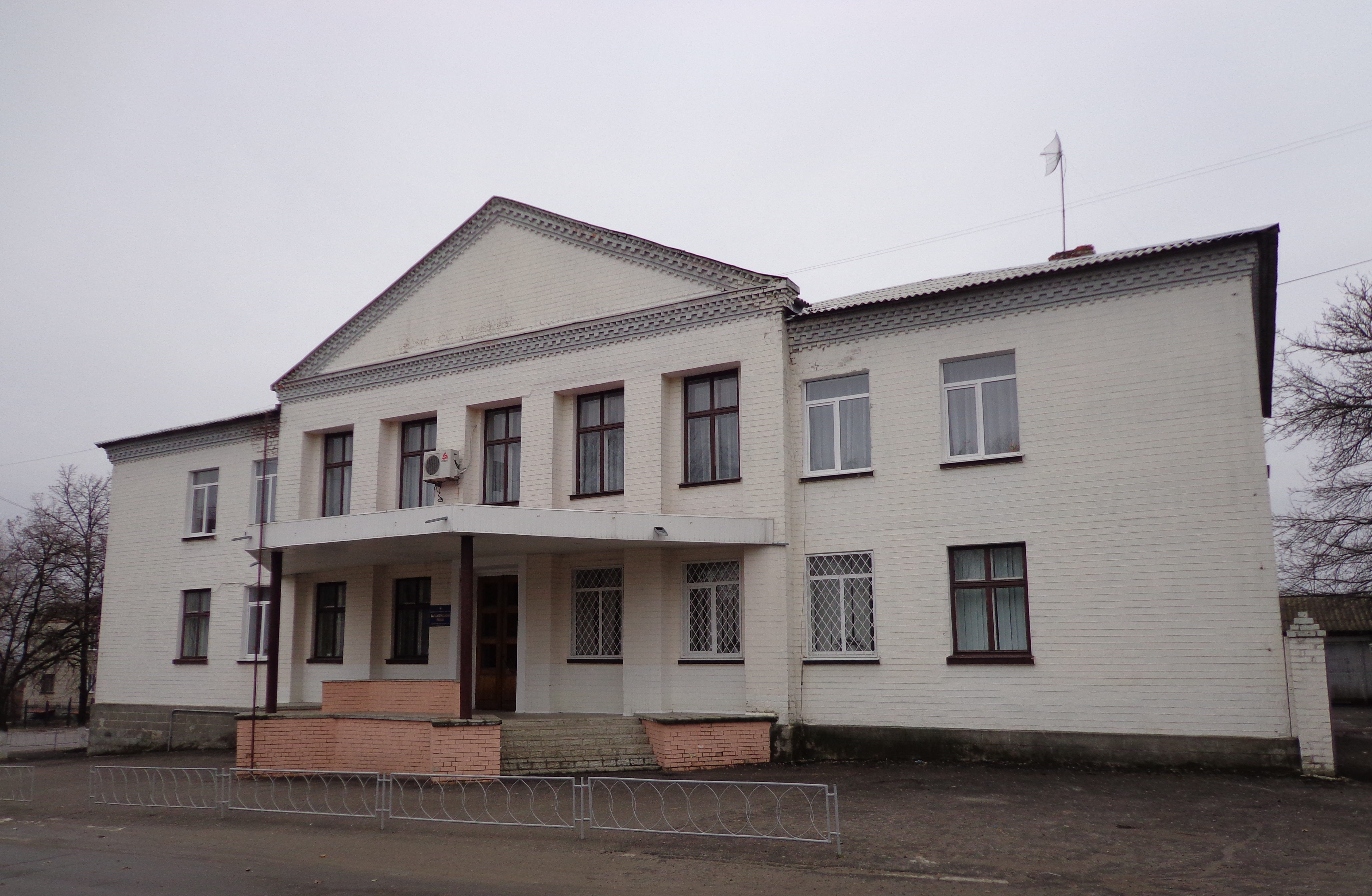
Балаклейский лицей
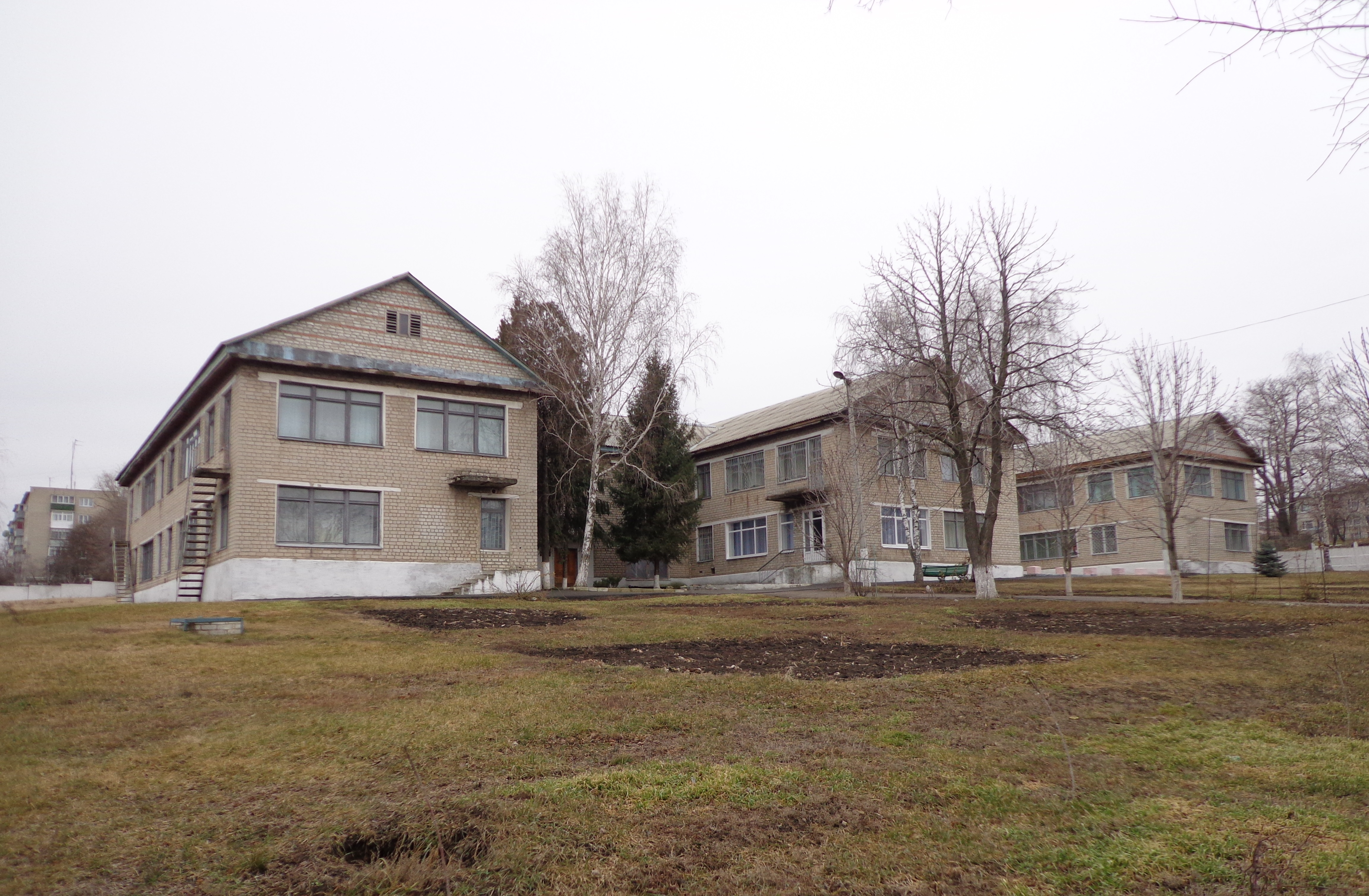
Педагогический колледж
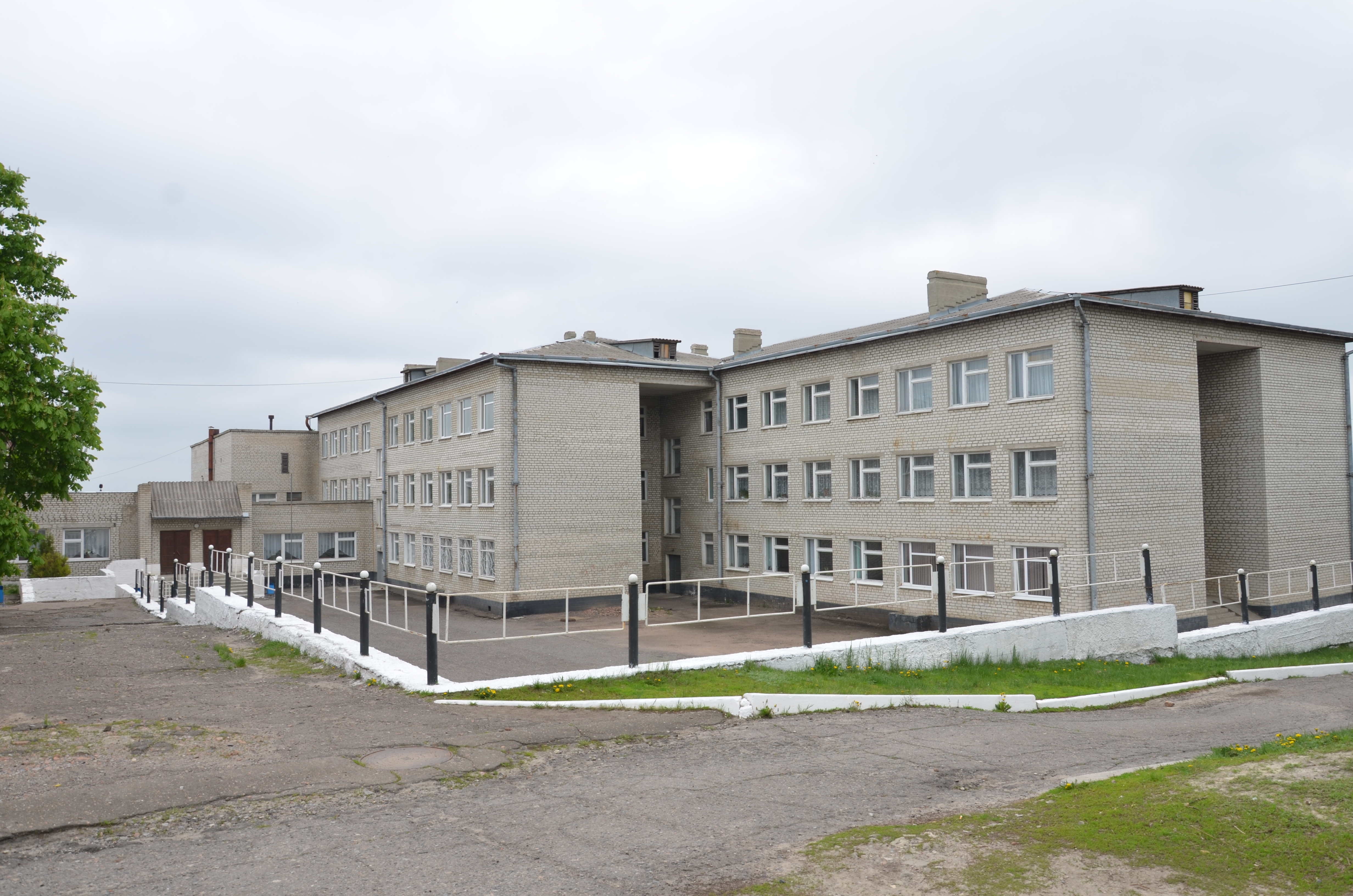
Балаклейский лицей  № 1 имени А. А. Тризны
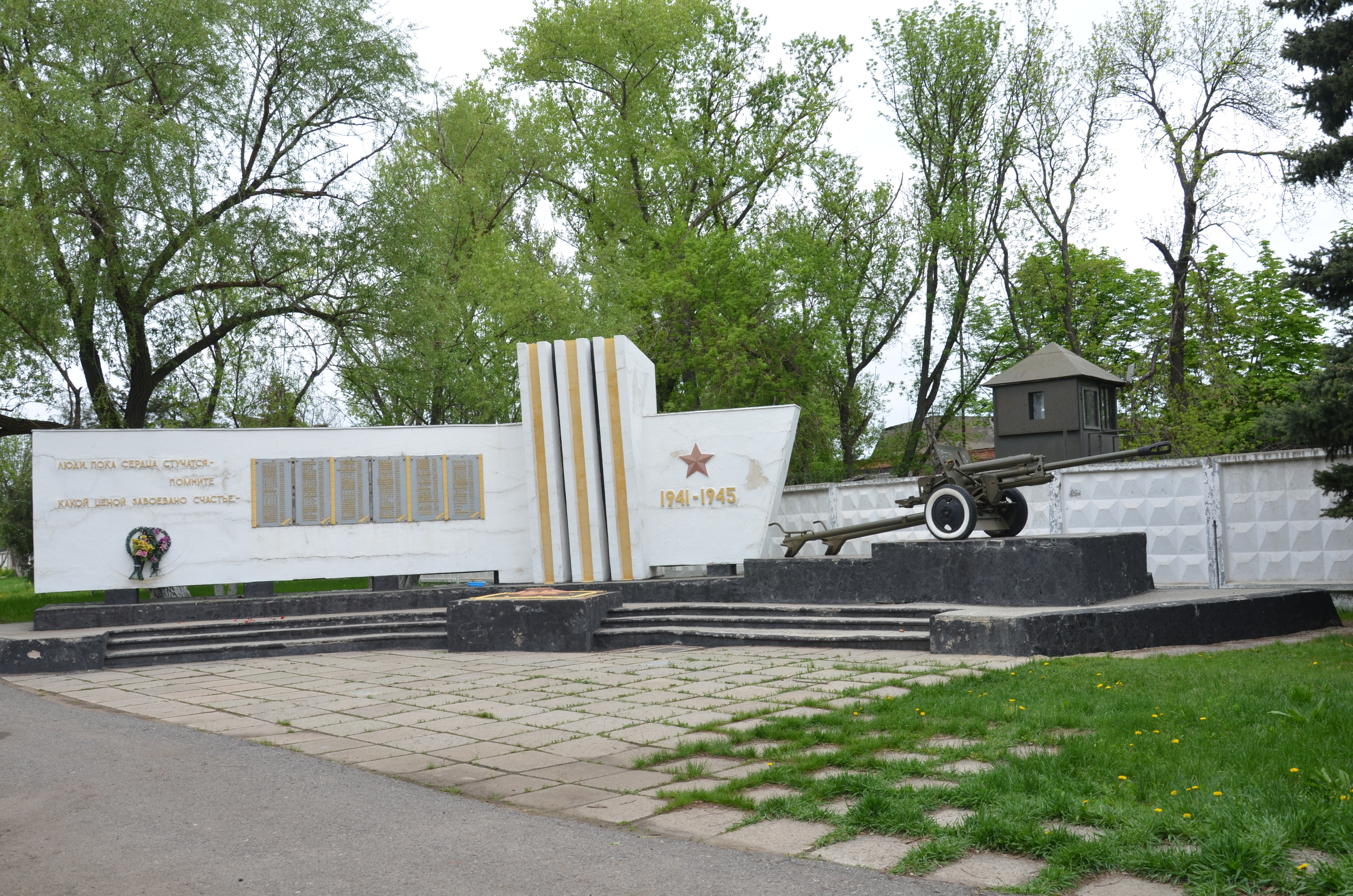
Памятник погибшим солдатам
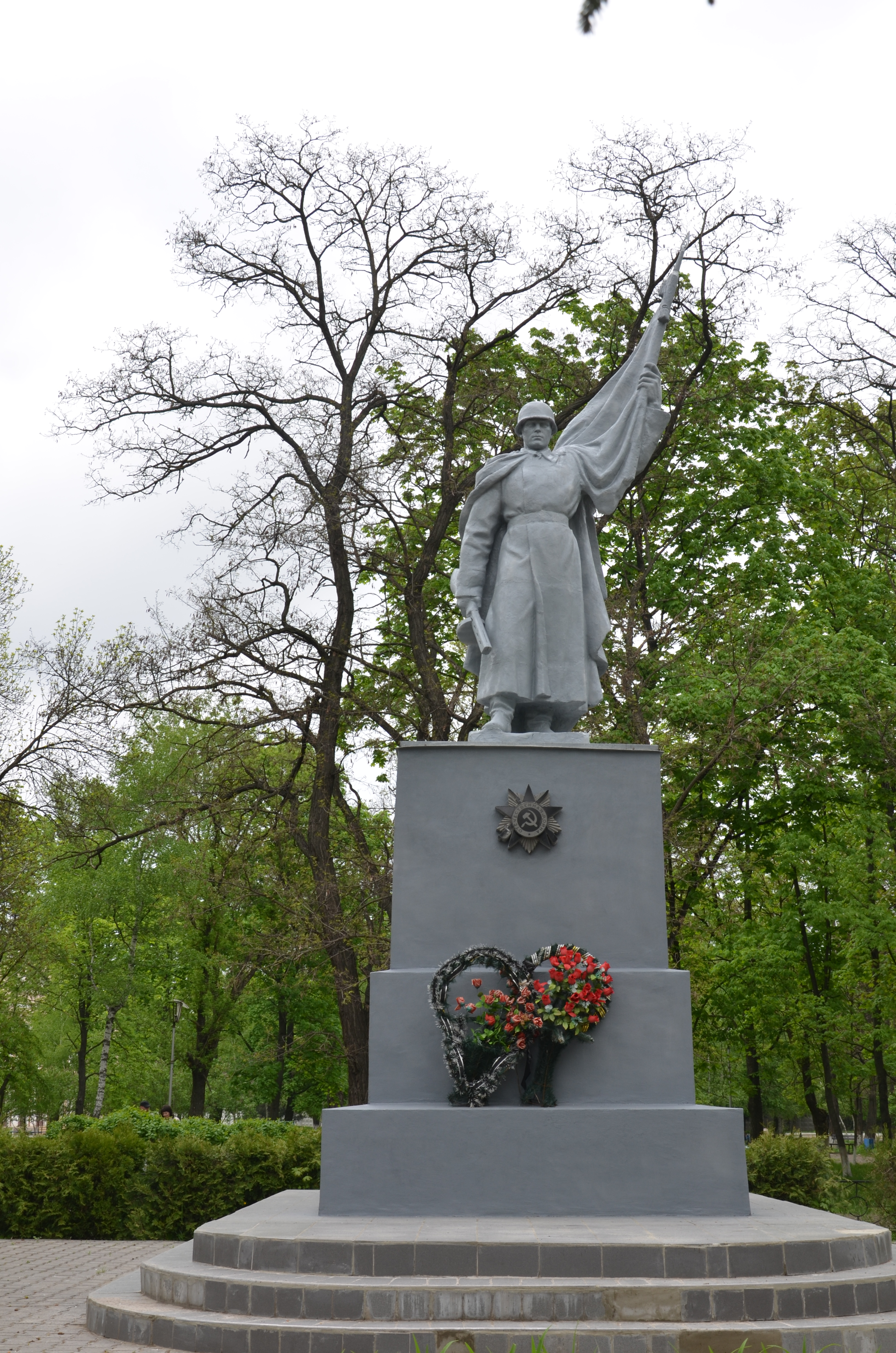
Памятник Неизвестному Солдату
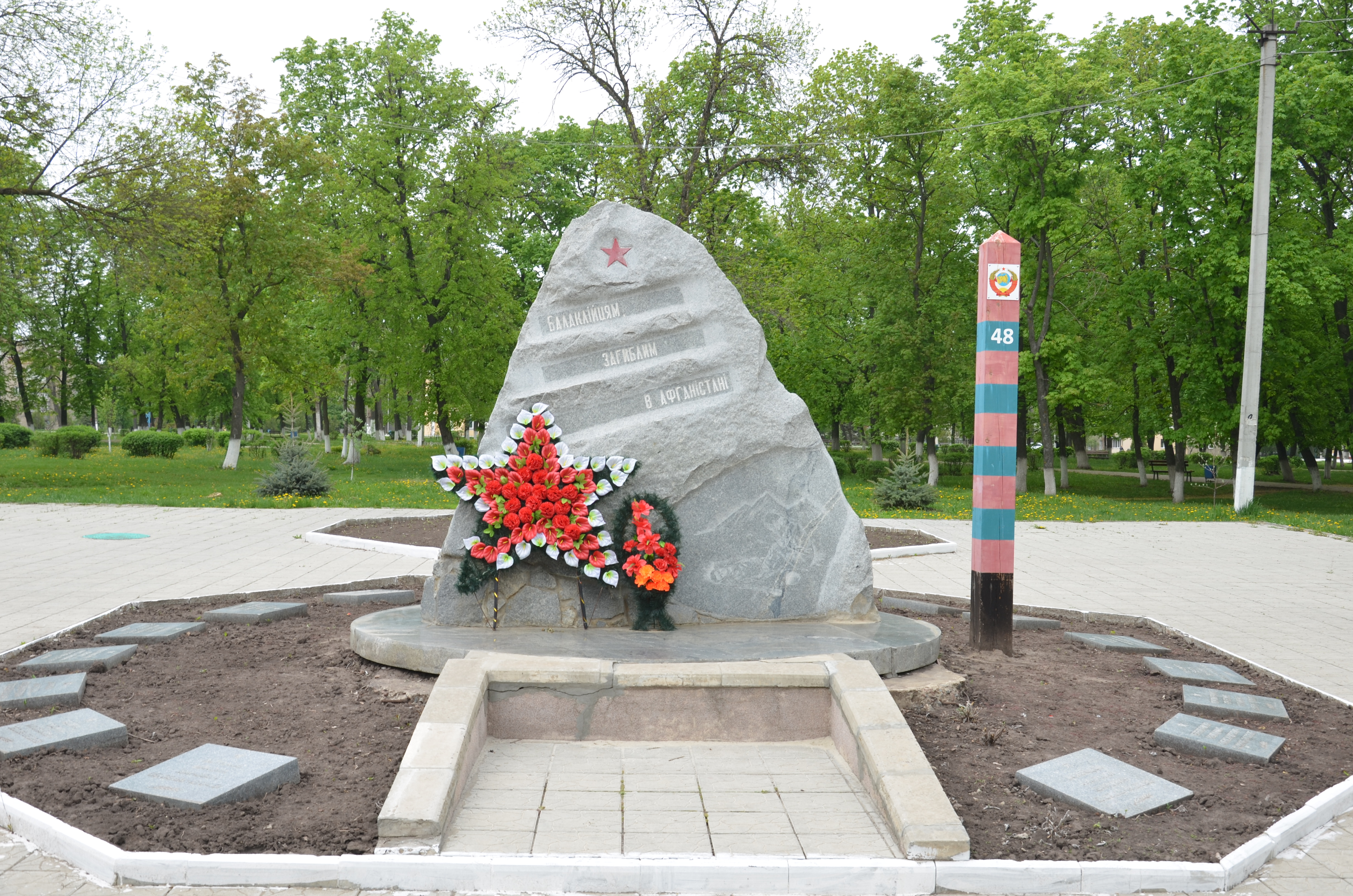
Памятник балаклейцам, погибшим в Афганистане
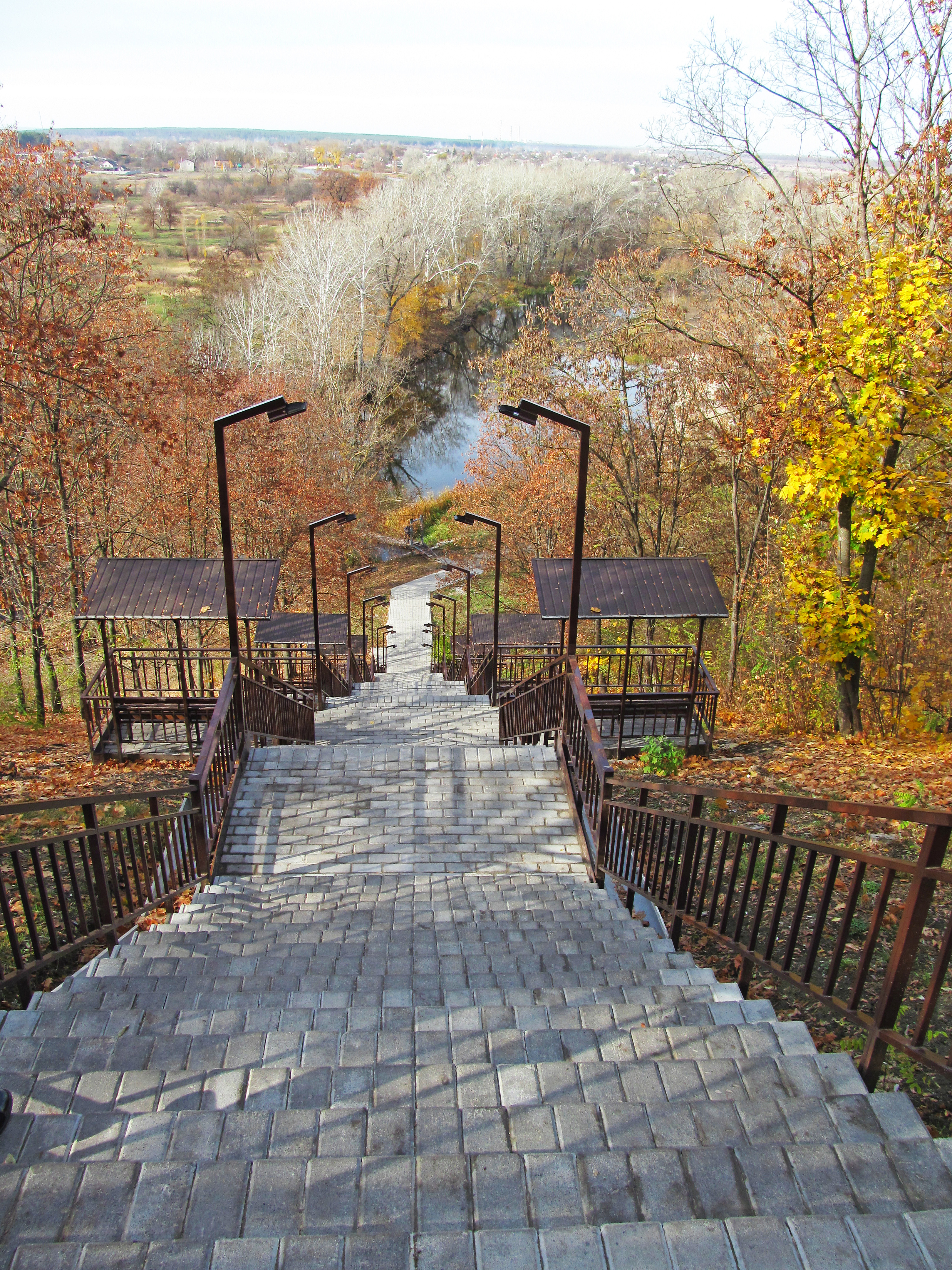
Лестница из пл. Ростовцева к реке Балаклейка
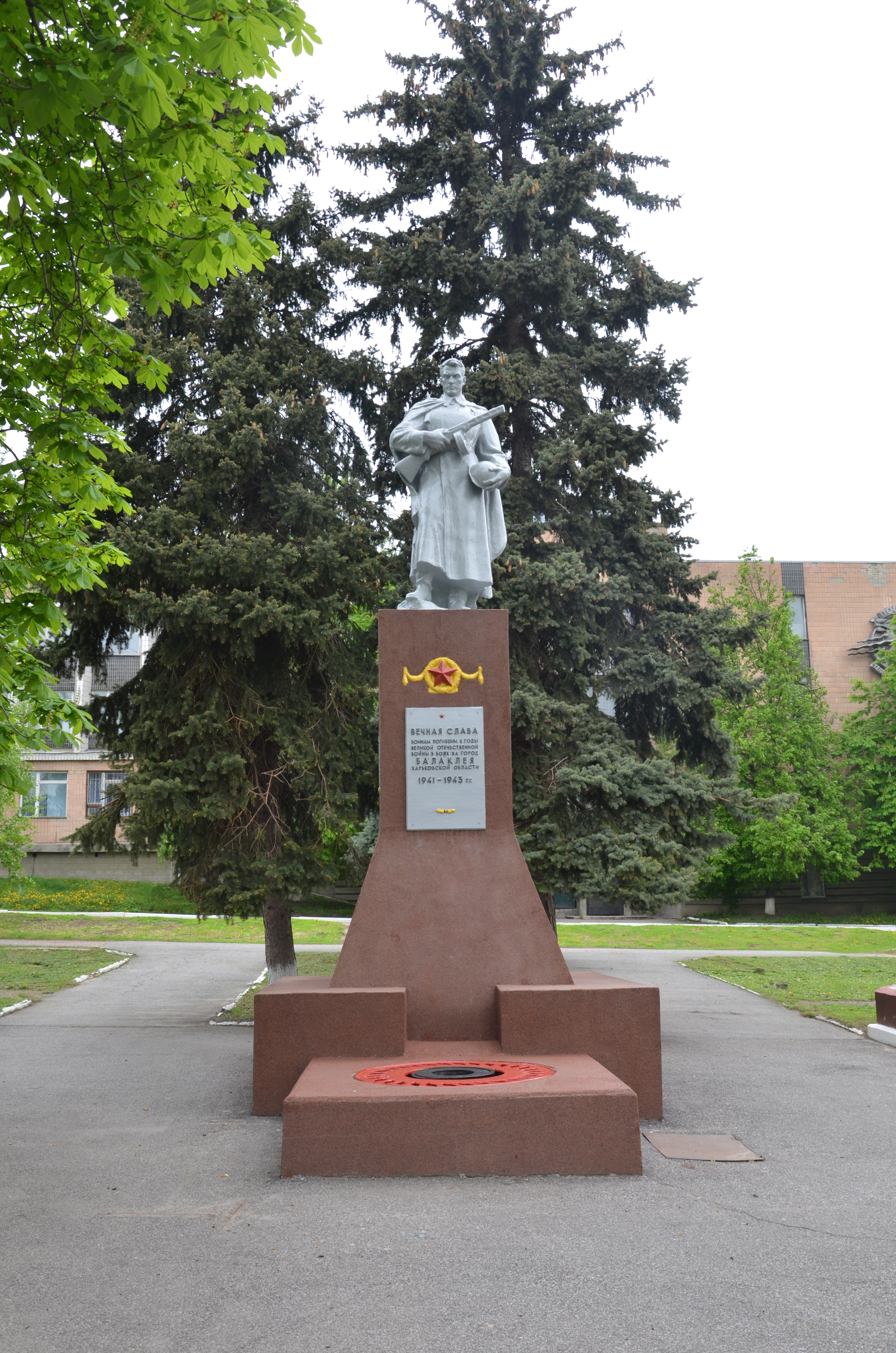
Памятник советским воинам, павшим в боях за город
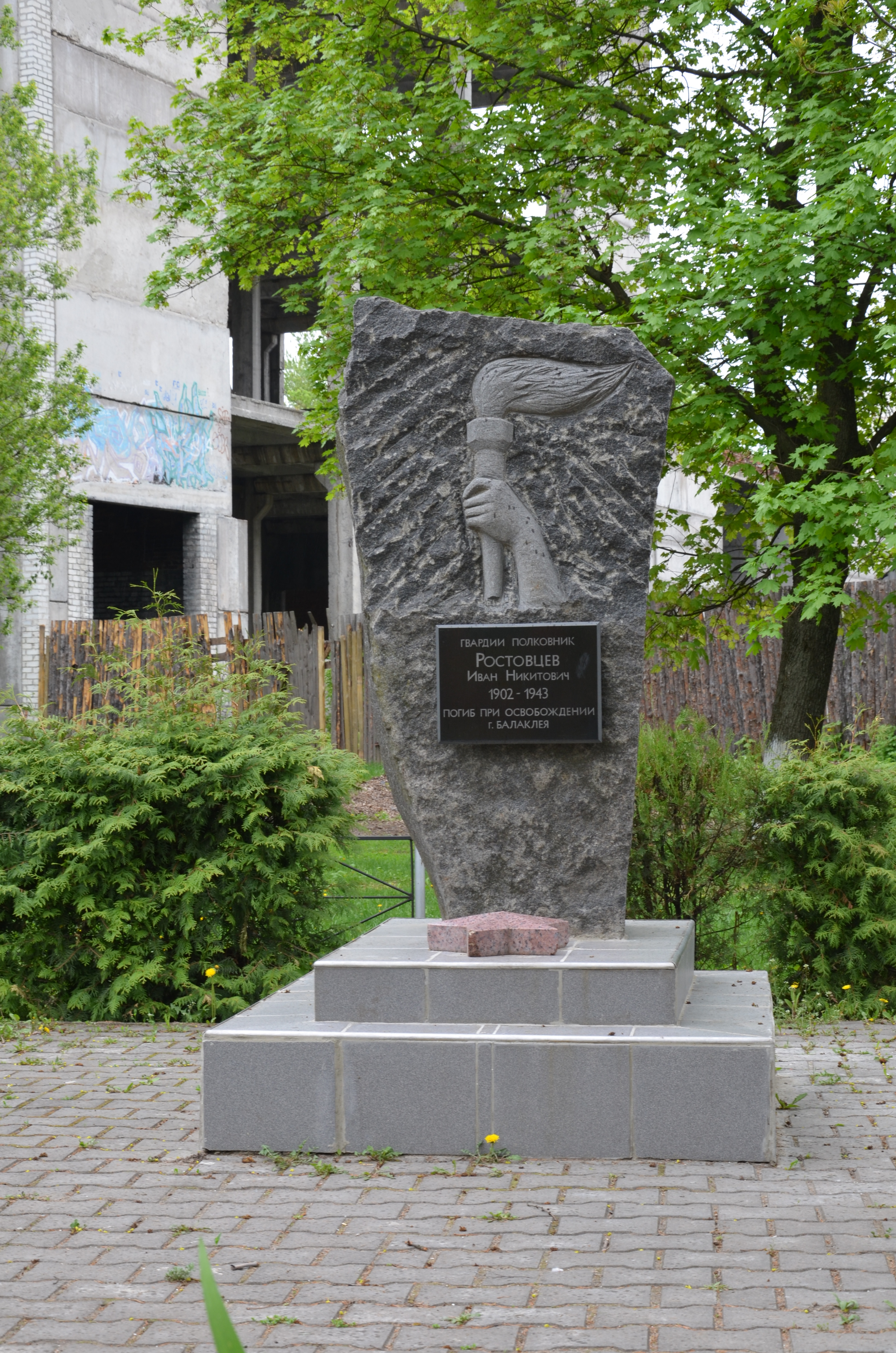
Памятник И. Н. Ростовцеву
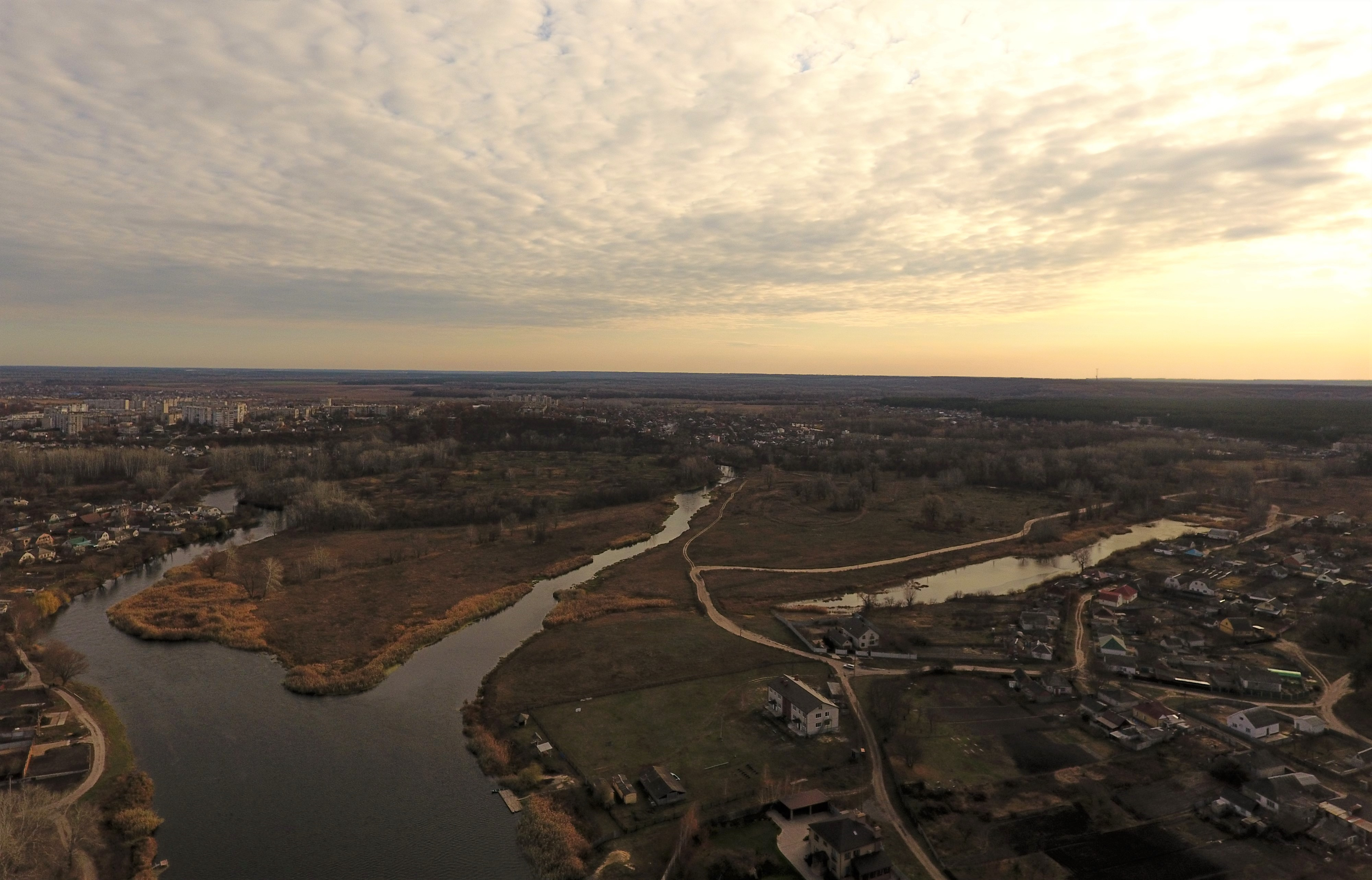
Аэрофото
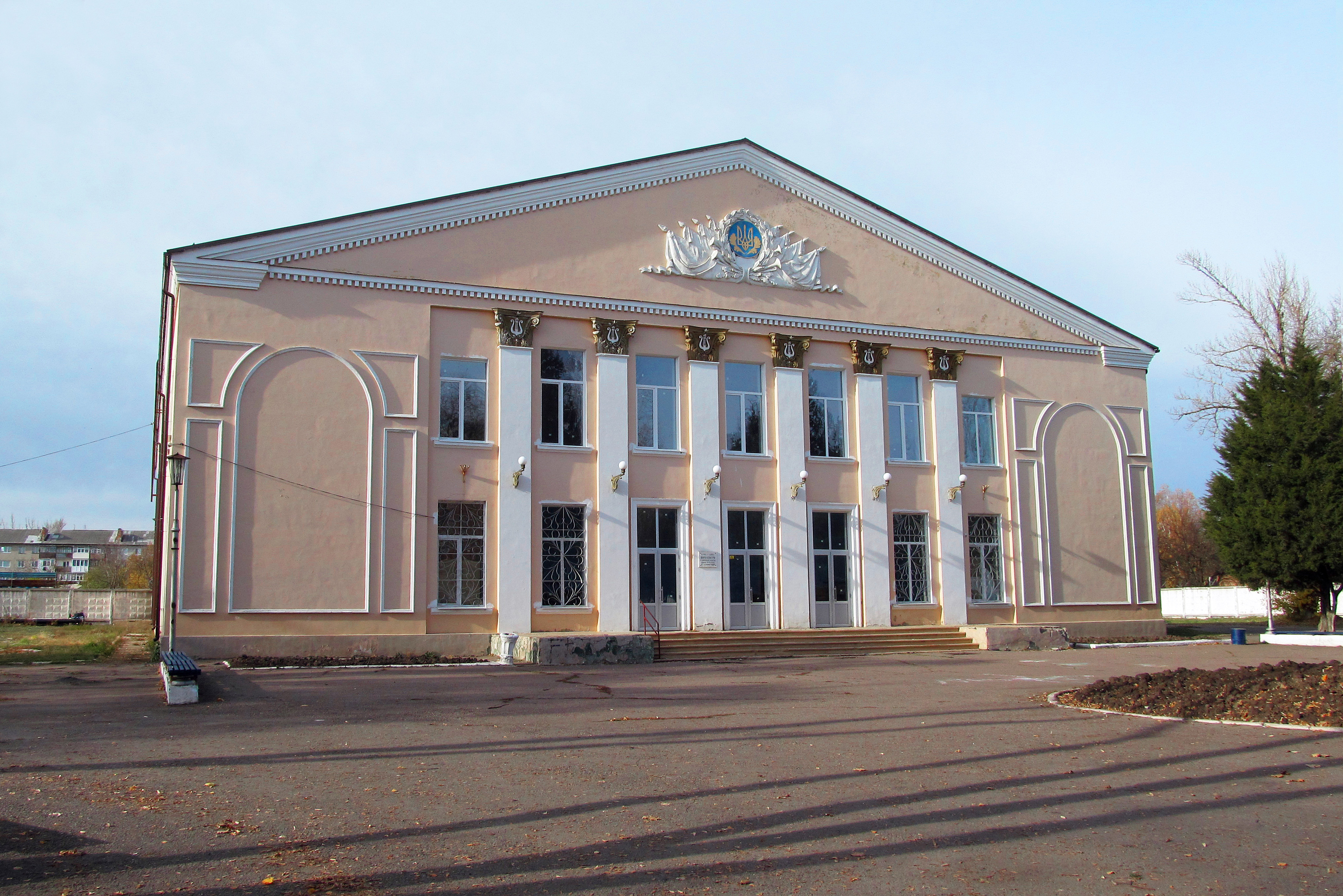
Дом культуры в сквере молодежном